# Sebastian Kneipp
Sebastian Kneipp, född 17 maj 1821 i Stephansreid i Ottobeuren i Bayern, död 17 juni 1897 i Bad Wörishofen i Bayern, var en tysk romersk-katolsk präst och hälsoprofet.
Sebastian Kneipp var son till vävaren Xaver Kneipp och hans fru Rosina och han arbetade till en början som lärling på ett spinneri, men fick medel från 23 års ålder att studera teologi. Han blev sjuk i tuberkulos 1849, men ansåg att han blivit frisk genom hydroterapi, som han läst om i  Johann Siegmund Hahns bok Unterricht von der Heilkraft des frischen Wassers, som han av en tillfällighet kommit över. Han prästvigdes och var från 1881 kyrkoherde i Wörishofen vid Türkheim. Redan 1848 hade han utvecklat kneippkuren, som var en slags kallvattenbehandling med bland annat barfotapromenader i fuktigt gräs. Från hans anläggning i Bad Wörishofen spreds uppförandet av liknande kuranstalter efter hans idéer över hela Europa. 
I Sverige öppnade Ryds sanatorium i Tingsryds kommun 1893 och  Kneippbaden i  Norrköping 1898 kurverksamhet efter Kneipps principer. De efterföljdes 1907av kuranstalten Kneippbyn på Gotland.
Han är i Norge känd som upphovsman till receptet för det populära kneippbrödet, matbröd som görs av sammalt vetemjöl. En ros bär hans namn.